# Suzette Haden Elgin
Suzette Haden Elgin (geboren als Patricia Anne Wilkins, Jefferson City (Missouri), 18 november 1936 - 27 januari 2015) was een Amerikaans schrijfster van sciencefictionboeken en verhalen. Ze was oprichter van de Science Fiction Poetry Association en werd beschouwd als een belangrijk figuur op het veld van sciencefiction-kunsttalen. Ze was eveneens linguïst en publiceerde ook een aantal non-fictiewerken.

## Biografie
Patricia Anne Wilkins werd in 1936 geboren in Jefferson City (Missouri) en studeerde in de jaren 1960 aan de Universiteit van Californië - San Diego waar ze begon met het schrijven van sciencefictionverhalen om haar studies te bekostigen. In de jaren 1960 werd ze ook weduwe en hertrouwde ze met George Elgin. Elgin behaalde een PhD in taalkunde en was de eerste UCSD-student die twee dissertaties schreef (in Engels en in Navajo). Ze creëerde in 1982 de kunsttaal Láadan voor haar boekenserie Native Tongue waarvan in 1985 een woordenboek werd uitgegeven. Elgin was een vertegenwoordiger van de feministische sciencefiction en citeerde: "Women need to realize that SF is the only genre of literature in which it's possible for a writer to explore the question of what this world would be like if you could get rid of [X], where [X] is filled in with any of the multitude of real world facts that constrain and oppress women. Women need to treasure and support science fiction." (Vrouwen moeten beseffen dat sf het enige literatuurgenre is waarin de schrijver de mogelijkheid heeft zich af te vragen hoe de wereld er zou uitzien als men zich zou kunnen ontdoen van [X], waarbij [X] kan ingevuld worden met een veelvoud van echte wereldfeiten die vrouwen beperken en onderdrukken. Vrouwen moeten sciencefiction koesteren en ondersteunen.)
Elgin publiceerde ook korte fictieverhalen. Ze gebruikte verschillende terugkerende thema’s in haar verhalen zoals feminisme, linguïstiek en de impact van talen en de samenleving met de natuur. Elgin werkte als professor aan de San Diego State University en ging in 1980 na haar pensioen in de Ozark Mountains in Arkansas wonen met haar tweede echtgenoot. Ze overleed in 2015 op 78-jarige leeftijd.

### Fictie

#### Coyote Jones-serie
- The Communipaths (1970)
- Furthest (1971) (Nederlands: Uiterst of de planeet der gemiddelden)
- At the Seventh Level (1972)
- Star-Anchored, Star-Angered (1979)
- Yonder Comes the Other End of Time (1986)

#### The Ozark Trilogy (1981)
- Twelve Fair Kingdoms
- The Grand Jubilee
- And Then There'll Be Fireworks

#### Native Tongue-serie
- Native Tongue (1984)
- The Judas Rose (1987)
- Earthsong (1993)

#### Andere werken
- Peacetalk 101 (2003)

#### Korte verhalen
- "For the Sake of Grace" – The Magazine of Fantasy & Science Fiction, 1969
- "Old Rocking Chair's Got Me" – The Magazine of Fantasy & Science Fiction, 1974
- "Modulation in All Things" – Reflections of the Future anthologie, 1975
- "Lest Levitation Come Upon Us" – Perpetual Light anthology, 1982 (herdrukt in The Year's Best Fantasy Stories: 9 anthologie, 1983)
- "Magic Granny Says Don't Meddle" – The Magazine of Fantasy & Science Fiction, 1984
- "School Days" – Light Years and Dark anthologie, 1984
- "Chico Lafleur Talks Funny" – A Treasury of American Horror Stories, 1985
- "Lo, How an Oak E'er Blooming" – The Magazine of Fantasy & Science Fiction, 1986
- "Hush My Mouth" – Alternative Histories: 11 Stories of the World as It Might Have Been, 1986
- "Tornado" – The Magazine of Fantasy & Science Fiction, 1989
- "What the EPA Don't Know Won't Hurt Them" – The Magazine of Fantasy & Science Fiction, 1990
- "Only A Housewife" – The Magazine of Fantasy & Science Fiction, 1995
- "Soulfedge Rock" – Space Opera anthologie, 1996
- "Weather Bulletin" – 1999
- "Honor Is Golden" – Astounding Magazine, 2003
- "We have always spoken Panglish" – SciFi.com, 2004
- "What We Can See Now, Looking in the Glass" – Glorifying Terrorism, 2007

#### Poëzie
- The Less Said: A Book of Poems (1965)
- "McLuhan Transposed" – Burning with a Vision anthology, 1968
- "Lexical Gap" – Isaac Asimov's Science Fiction Magazine, 1985
- "Presuppositional Ghostbusting" – Isaac Asimov's Science Fiction Magazine, 1985
- "Rocky Road to Hoe" – Star*Line, 1987
- "Binary Addendum" – Star*Line, 1989

#### Songs (selectie)
- Dead Skunk Song
- Song at the Ready
- When I Was a Young Girl (enkel tekst, op de tune van "The Ash Grove")
- Where the Emerald Kudzu Twines
- The World They Call Terra
- Down in Holes (enkel tekst, op de tune van "Frère Jacques")
- The Firelizard Song

### Non-fictie

#### The Gentle Art of Verbal Self-Defense
- The Gentle Art of Verbal Self-Defense (1980)
- More on the Gentle Art of Verbal Self-Defense (1983)
- The Gentle Art of Verbal Self-Defense Workbook (1987)
- The Last Word on the Gentle Art of Verbal Self-Defense (1987)
- Language in Emergency Medicine (1987)
- The Gentle Art of Verbal Self Defense (1988)
- Growing Civilized Kids in a Savage World (1989)
- The Gentle Art of Verbal Self-Defense for Business Success (1989)
- Success with the Art of Verbal Self-Defense (1989)
- Staying Well with the Gentle Art of Verbal Self-Defense (1990)
- GenderSpeak (1993)
- The Gentle Art of Written Self-Defense (1993)
- The Gentle Art of Written Self-Defense Letter Book (1993)
- Language in Law Enforcement (1993)
- Linguistics & Science Fiction Sampler (1994)
- Mastering the Gentle Art of Verbal Self-Defense (1995)
- BusinessSpeak (1995)
- You Can't Say That To Me! (1995)
- The Gentle Art of Communicating with Kids (1996)
- How to Disagree Without Being Disagreeable (1997)
- How to Turn the Other Cheek and Still Survive in Today's World (1997)
- The Gentle Art of Verbal Self-Defense at Work (2000)
- The Gentle Art of Verbal Self-Defense: Revised and Updated (2009)

#### Andere werken
- A Guide to Transformational Grammar (met John Grinder) (1973)
- What is Linguistics? (1973)
- Bully for Us (met John Grinder) (1974)
- Pouring Down Words (1975)
- A Primer of Transformational Grammar for Rank Beginners (1975)
- Never Mind the Trees (1980)
- The Great Grammar Myth (1982)
- A First Dictionary and Grammar of Láadan (1985)
- Try to Feel It My Way (1997)
- The Grandmother Principles (1998)
- The Language Imperative (2000)